# Gregor Fritz
Gregor Fritz (* 11. März 1693 in Birgitz; † 1. April 1774 in Hall in Tirol) war ein österreichischer Barockbildhauer.

## Leben
Gregor Fritz wurde als Sohn des Lorenz Fritz und der Maria, geb. Schleiferin, in Birgitz geboren. 1717 war er in Obergrinzens ansässig, im selben Jahr heiratete er Ursula Matt. Das Paar bekam zwei Kinder, Bernhard und Ursula.
Über seine Ausbildung ist nichts bekannt. 1727 wurde er in Schwaz als Bildhauer aufgenommen. Durch die Barockisierung der Schwazer Pfarrkirche erhielt er viele Aufträge, danach musste er sich nach einem neuen Arbeits- und Wohnort umsehen. Nach dem Tod des Haller Bildhauers Franz Stöckl suchte er 1732 in Hall um das Bürgerrecht an. Dieses erhielt er erst 1733 nach der Zusicherung, der Witwe Stöckls, dessen Werkstatt er übernahm, wöchentlich 18 Kreuzer zu zahlen.
Nach dem Tod seiner Frau Ursula heiratete er 1767 die Witwe des Haller Bildhauers Christof Wörndle. 1774 starb er in Hall.
Gregor Fritz zählt zu den bedeutendsten Barockbildhauern der ersten Hälfte des 18. Jahrhunderts im Tiroler Unterland. Er weist stilistische Parallelen zum Innsbrucker Bildhauer Ingenuin Lechleitner (1676–1731), teilweise auch zu Andreas Kölle (1680–1755) aus Fendels und Stephan Föger (1702–1750) aus Innsbruck auf. Seine erste gesicherte Arbeit ist der figurale Schmuck (neun musizierende Engel) der Orgel der Pfarrkirche Schwaz, den er 1729 mit seinem Gehilfen Johann Pürcher schuf. In der Folge entstanden zahlreiche Statuen und Altäre für Kirchen im Tiroler Unterland. Diese waren anfangs im hochbarocken Faltenstil gehalten, die späteren Werke zeigen eine zurückgenommene Bewegung und eine stärkere Betonung der Körperlichkeit. Einer seiner Schüler war Franz Xaver Nißl.

## Werke

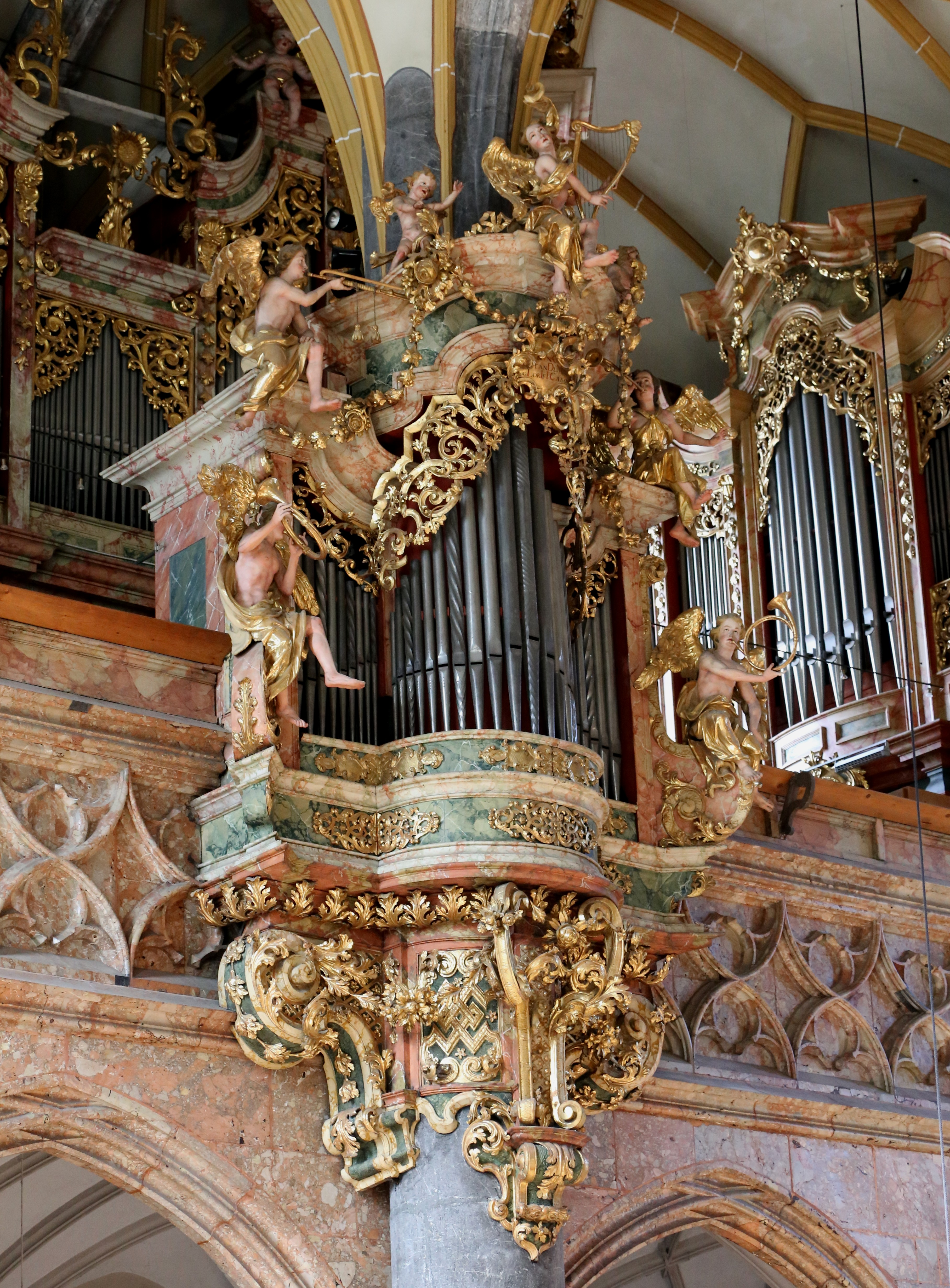
Orgelrückpositiv mit musizierenden Engeln, Pfarrkirche Schwaz

### Gesichert
- Orgelrückpositiv mit musizierenden Engeln und Putten, Stadtpfarrkirche Schwaz, 1729
- Statuen König David und hl. Cäcilia an der Hauptorgel, Schwaz, 1734
- Hochaltarstatuen (Hll. Florian und Rochus), Haller Spitalskirche, 1736
- Hochaltarstatuen (Hll. Ursula und Katharina), Pfarrkirche Strass im Zillertal, 1740
- Statuen der vorderen Seitenaltäre in der Pfarrkirche Axams, 1742/43
- Statuen am Kreuzaltar und rechten und linken Seitenaltar, Stadtpfarrkirche Hall in Tirol, 1754
- Seitenaltäre und Kanzel, Franziskanerkirche, Hall, um 1760 (nicht erhalten)
- Altarfiguren an Hochaltar und Seitenaltären, Pfarrkirche Oberau, Wildschönau, um 1750/60

### Zugeschrieben

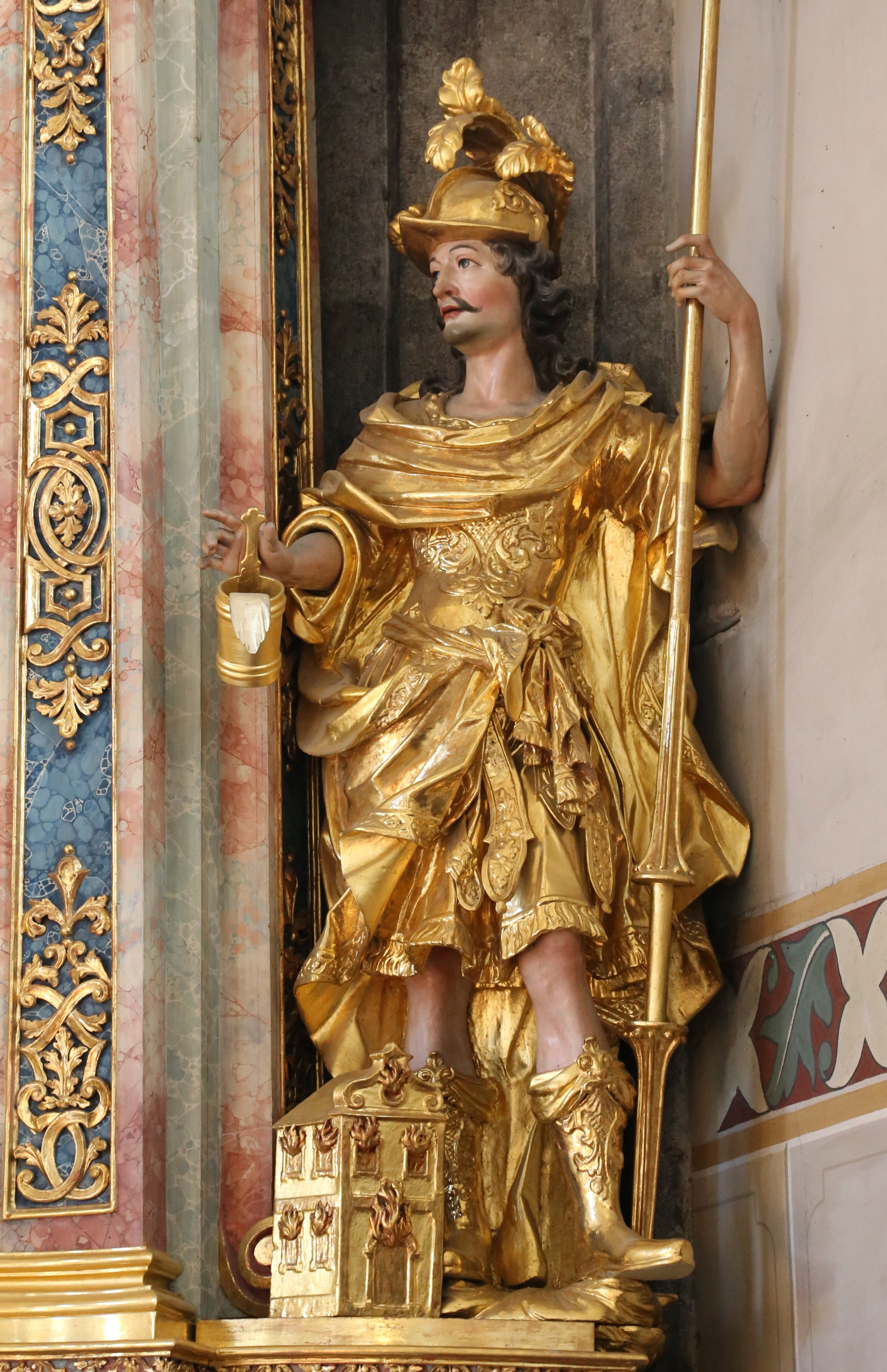
Hl. Florian, Annenaltar Pfarrkirche Schwaz

- Kreuzigungsgruppe, Kriegergedächtniskapelle Tux, um 1720/25
- Statuen hl. Goerg und hl. Florian, Annenaltar, Stadtpfarrkirche Schwaz, 1731
- Assistenzfiguren Hll. Joachim und Anna, des linken Seitenaltars, Wallfahrtskirche St. Georgenberg, 1732
- Seitenaltarfiguren, Pfarrkirche Oberperfuss, 1734
- Altarfiguren, Pfarrkirche Kundl, 1735
- Kreuzigungsgruppe, Franziskanerkirche Hall, um 1765
- Hochaltarfiguren, Kreuzkirchl, Pill, um 1765[1]